# Tupaia dorsalis
Tupaia dorsalis — вид ссавців з роду Tupaiidae. Він ендемічний для Борнео (Бруней, Індонезія, Малайзія). Зазвичай це низинний вид (хоча не зареєстрований у прибережних регіонах у північній частині ареалу), зареєстрований до 1200 метрів. Записано в первинних і вторинних лісах і було знайдено в вибірково вирубаному лісі в Сабаху.

## Морфологічні особливості
Вид досягає довжини голови від 17,5 до 19,5 см і має хвіст довжиною 14,5—15 см. Довжина вух, задніх лап та вага тварин ще не визначені. Шерсть сіро-агутієвого кольору від плечей до середини спини. Задня частина тіла червонувато-бурого кольору. Для цього виду характерна повздовжня чорна або темно-коричнева смуга на середині спині. Короткі світлі смуги на плечах, характерні для багатьох видів тупай, також присутні. Очеревина кольору слонової кістки, бежевого або сірого кольору. Хвіст тонкий і коричневого кольору.

## Спосіб життя
Зустрічається в первинних і вторинних рівнинних тропічних лісах на висоті до 1200 метрів. Наразі нічого не відомо про поведінку, спосіб життя, харчування, особливості активності та розмноження. Ймовірно, веде денний спосіб життя і харчується переважно безхребетними та фруктами.

## Загрози й охорона
Основною загрозою для цього виду є втрата середовища проживання через розширення сільського господарства та перетворення землі на плантації (олійна пальма). Втрата лісів була значною на Борнео, зокрема в низинах.
Він зустрічається в кількох заповідних територіях, включаючи заповідник дикої природи Ланьяк-Ентімау та заповідну територію басейну Маляу.